# Dangaster Tief

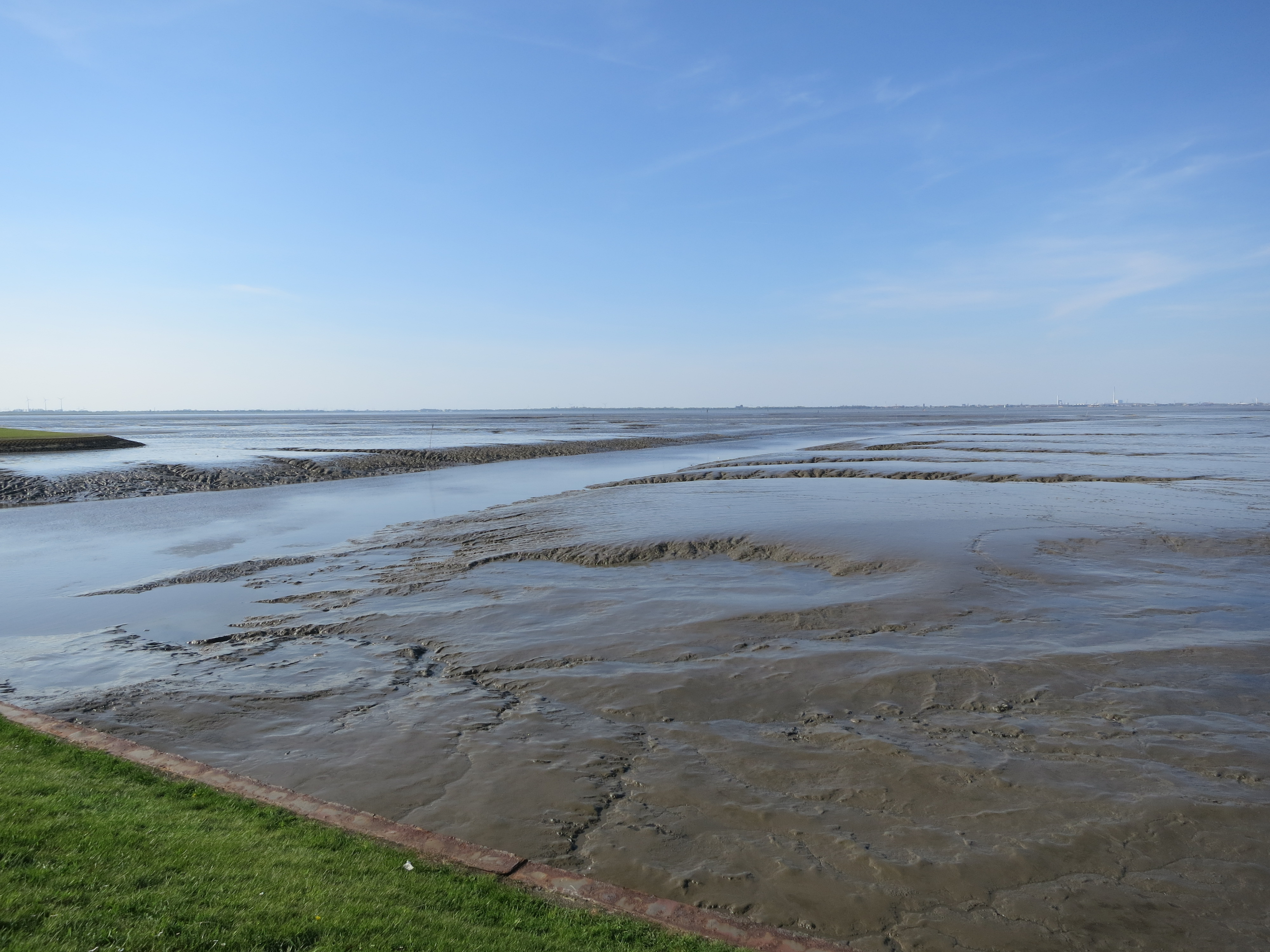
Auslauf des Dangaster Tiefs in den Jadebusen (Dangaster Außentief)

Das Dangaster Tief ist ein Tief bei Dangast, einem Ortsteil der Stadt Varel im Landkreis Friesland im Norden von Niedersachsen.
Südöstlich von Neustadtgödens mündet das Friedeburger Tief in das Ellenserdammer Tief. Es entwässert das Naturschutzgebiet „Herrenmoor“ und fließt als Dangaster Tief am westlichen Ortsrand von Dangast in den Jadebusen und damit in das Wattenmeer. Das Dangaster Tief liegt im FFH-Gebiet „Teichfledermaus-Habitate im Raum Wilhelmshaven“ und im Landschaftsschutzgebiet „Teichfledermausgewässer“.